# Il diavolo in testa
Il diavolo in testa (Le Diable en tête) è un romanzo dell'autore francese Bernard-Henri Lévy del 1984.

## Trama
Benjamin C., il protagonista, nasce nel 1942. Suo padre Édouard collabora con i tedeschi: si arruola nelle SS e sparisce in direzione del fronte russo nel 1944.
Jean, il miglior amico di Édouard, è entrato nella Resistenza. Poiché la Liberazione è imminente, Mathilde, moglie di Édouard e madre di Benjamin, presagisce di essere compromessa. Per riabilitarsi, si offre a Jean. È l'inizio di un grande amore, ma l'ombra di Édouard riappare sottotraccia: egli chiede il soccorso di sua moglie, che gli consiglia di rientrare in Francia: Jean, che ricopre ora un elevato incarico, lo proteggerà.
Édouard le crede e ritorna. Viene invece imprigionato, processato e condannato a morte. La sua domanda di grazia è respinta nonostante gli sforzi di Jean; viene fucilato. 
Édouard è stato cancellato dalla storia; né il suo nome, né il suo ricordo vengono più evocati. È un modo per tenere in una condizione d'innocenza il piccolo Benjamin, che può fantasticare e fabbricarsi un padre su misura, un "superpapà supereroe" della Resistenza.
Benjamin, comunque, non è completamente ottuso: capisce che sotto un testardo silenzio si cela un enigma. E un giorno, stanco di aspettare delle rivelazioni che non arrivano, il bambino svela il mistero leggendo il diario di sua madre.
Benjamin ora è consapevole. Ciononostante, finge indifferenza. Due anni più tardi, sua madre muore di cancro, lasciandolo da solo col patrigno. Per insofferenza verso la sua autorità, che vede come espressione dell'ordine costituito, il ragazzo crescendo assume atteggiamenti sempre più anticonformisti, militando in gruppi di estrema sinistra a favore degli indipendentisti algerini. 
Marie, una giovane ebrea venuta dalla provincia a Parigi per studiare, s'innamora di Benjamin, e descrive la loro relazione nelle lettere che manda a sua sorella. Benjamin partecipa al Maggio francese del 1968, ma poi rimangono delusi sui suoi risultati. Benjamin lascia Parigi, ufficialmente per ricercare la saggezza interiore, in realtà per addestrarsi come terrorista, come sostiene Alain Paradis, avvocato parigino suo intimo amico.
Benjamin combatte come fedayin a Beirut, poi diviene un fiancheggiatore delle Brigate Rosse a Roma. Il suo sogno segreto sarebbe di assassinare Jean, il suo patrigno, ma al momento decisivo rinuncia a premere il grilletto. Tuttavia, il fallito attentato conta comunque una vittima: un poliziotto.
Benjamin diventa così un uomo in fuga. Il narratore lo ritrova a Gerusalemme e ne raccoglie la confessione scritta, una sorta di preludio al suo suicidio. Ciò che si è detto su di lui non era altro che un'enorme menzogna, alimentata da ognuno dei testimoni. La verità di Benjamin era che la sua era stata la ricerca di una redenzione.

## Temi
Arnaud Spire nota: «Parafrasando Clausewitz, che afferma che la guerra è la politica continuata con altri mezzi, Bernard-Henri Lévy non cerca di dissimulare che il suo romanzo è la continuazione con altri mezzi dei suoi libri precedenti e, più precisamente, de L'ideologia francese».  «Se s'inscrive nella storia della Francia dall'inizio della Seconda guerra mondiale, Il diavolo in testa s'inscrive altrettanto bene nella tradizione del romanzo francese, in particolare a quella che si collega a Benjamin Constant, che dà il nome di battesimo e la prima lettera del cognome al protagonista del libro. Il personaggio principale è ispirato a Michel Butel»..
Françoise Xenakis riconosce due principali influenze nel Diavolo in testa: in primo luogo quella di Albert Cohen, in particolare nella resa dei personaggi femminili e nella costruzione polifonica delle testimonianze concernenti il protagonista.
François Nourissier sottolinea: «Uomo d'idee, BHL si è trovato a suo agio con quest'idea di romanzo. È sfuggito a quanto rischiava di avere di sistematico sondando la realtà dell'epoca e catturando, in qualche modo, delle immagini messe in circolo dalla nostra "storia immediata"».. 
Secondo Françoise Xenakis, l'altra principale influenza è quella di Jean-Paul Sartre. Ciò è notato anche da Jacques Henric: «È un romanzo nel quale le generazioni della guerra e dell'immediato dopoguerra sapranno riconoscersi, come altre si riconobbero a loro tempo nel Malraux de La condizione umana, nel Camus de La peste o nel Sartre de I cammini della libertà»..
La lingua del Diavolo in testa resta classica. «Non ci sono epigoni di Proust. Credo che non si ripeterà mai Kafka. Credo che non ci sia, letteralmente, una posterità di Musil o di Céline», afferma Lévy a proposito del suo romanzo. «Credo che non si possa ricominciare a scrivere dei romanzi […] che a condizione di comprendere che questi grandi scrittori non hanno letteralmente eredi; che al di là di loro non c'è niente; e che tutto il problema è, non di scrivere nella loro ombra, sotto la loro tutela, ma di tornare alle azioni che essi stessi hanno compiuto e a ciò che le ha rese possibili».

## Accoglienza critica
A parte qualche eccezione, come quelle di Daniel Rondeau su Libération, per il quale «Benjamin, in fin dei conti, è un eroe di cartapesta», e di Angelo Rinaldi su L'Express, che tuttavia riconosce che «la struttura del romanzo è buona», Il diavolo in testa è stato accolto abbastanza bene da critica e pubblico.
«È strabiliante per maestria, tecnica, intuizioni letterarie», giudica Jérôme Garcin. «Romanzo brillante e abbondante, un romanzo specchio della nostra epoca», per Jean-François Josselin. «L'educazione intellettuale e sentimentale di una generazione riconoscibile dalla sua volontà di cambiare l'uomo», secondo Paul Guilbert..
«Quanto si ha di apassionante in questo romanzo è quest'appetito, questa frenesia a ricercare la verità multipla di un essere, a tracciala attraverso indici multipli. È la formidabile istruttoria di un processo intentato a un uomo in un certo qual modo dannato o posseduto. [...] L'itinerario di questo giovane potrebbe essere quello di un Goldman o di un Baader. Ma Lévy non ha limitato il suo romanzo all'analisi politica e intellettuale di un terrorista. Si può persino dire che tutta la ricchezza del suo libro viene da ciò che l'ha illuminato e ha nutrito il suo impegno e le sue idee, non in veste d'ideologo ma di romanziere», scrive Jean-Marie Rouart-.
Su L'Humanité, Arnaud Spire riconosce che Il diavolo in testa «è fortunatamente meno pesante degli odiosi pamphlet ai quali Bernard-Henri Lévy ci aveva abituati». «Un vero romanzo, persino un grande romanzo» secondo Bruno de Cessole. Edmonde Charles-Roux, Éric Neuhoff, Jacques Chessex, salutano in modo egualmente positivo la sua uscita. Josyane Savigneau, su Le Monde, si espone di meno, riconoscendo che «la scrittura di Bernard-Henri Lévy è sempre dimessa e talvolta, soprattutto nella seconda parte, di una finezza che tempera le reticenze».
«Bernard-Henri Lévy eccelle nel creare un mondo truccato, delle soluzioni camuffate, degli esseri in incognito», sottolinea Lucien Bodard. «Benjamin era la vittima del Male polimorfo che divora il mondo. La sua vita non era che un'interminabile espiazione di cui avrebbe tentato di esplorare tutte le strade. Quando si divertiva, sprofondava nella corruzione, elemosinava il suo riscatto. Quando militava, si perdeva nella follia terrorista, si offriva in sacrificio. Sempre una sete immensa di purezza per cancellare la tara dell'Olocausto nel quale suo padre sarebbe stato un aguzzino, Benjamin sarebbe stato il nuovo ebreo di questo secolo, ma non lo sapeva».

## Riconoscimenti
Il romanzo entrò nella lista finale del prix Goncourt ma fu eliminato al terzo turno di votazioni, avendo raccolto un solo voto contro i sei de L'amante di Marguerite Duras e i tre de L'Été 36 di Bertrand Poirot-Delpech.. 
Vinse l'edizione 1984 del prix Médicis.

## Edizioni
- (FR) Bernard-Henry Lévy, Le Diable en tête, Parigi, Éditions Grasset, 1984, ISBN 2246324610..
- Bernard-Henry Lévy, Il diavolo in testa, traduzione di Gaspare Bona, Novara, De Agostini, 1985, ISBN 88-402-5510-9..
- Bernard-Henry Lévy, Il diavolo in testa, collana Oscar narrativa, traduzione di Gaspare Bona, introduzione di Enrico Groppali, n. 1030, Milano, Mondadori, 1990, ISBN 88-04-33107-0.